# St. Paul’s Cathedral (St. Helena)
St. Paul’s ist die anglikanische Kathedrale auf der Insel St. Helena im Britischen Überseegebiet St. Helena, Ascension und Tristan da Cunha. Das Kirchengebäude im  Distrikt St. Paul’s ist seit 1859 Bischofssitz der Diözese St Helena.
St. Paul’s wurde vom britischen Architekten Benjamin Ferrey entworfen. Grundsteinlegung war am 6. Februar 1850. Das Gebäude wurde 1851 fertiggestellt und die erste Messe am 3. September des Jahres abgehalten.

## Parishes
Der Pfarrei von St. Paul’s gehören vier weitere Kirchengebäude an:
- St. Andrew Church, Half Tree Hollow
- St. Helena of the Cross Church, Blue Hill
- St. Martin-in-the-Hills Church, Thompson’s Hill, Distrikt St. Paul’s
- St. Peter’s Church, Sandy Bay